# Himalaya

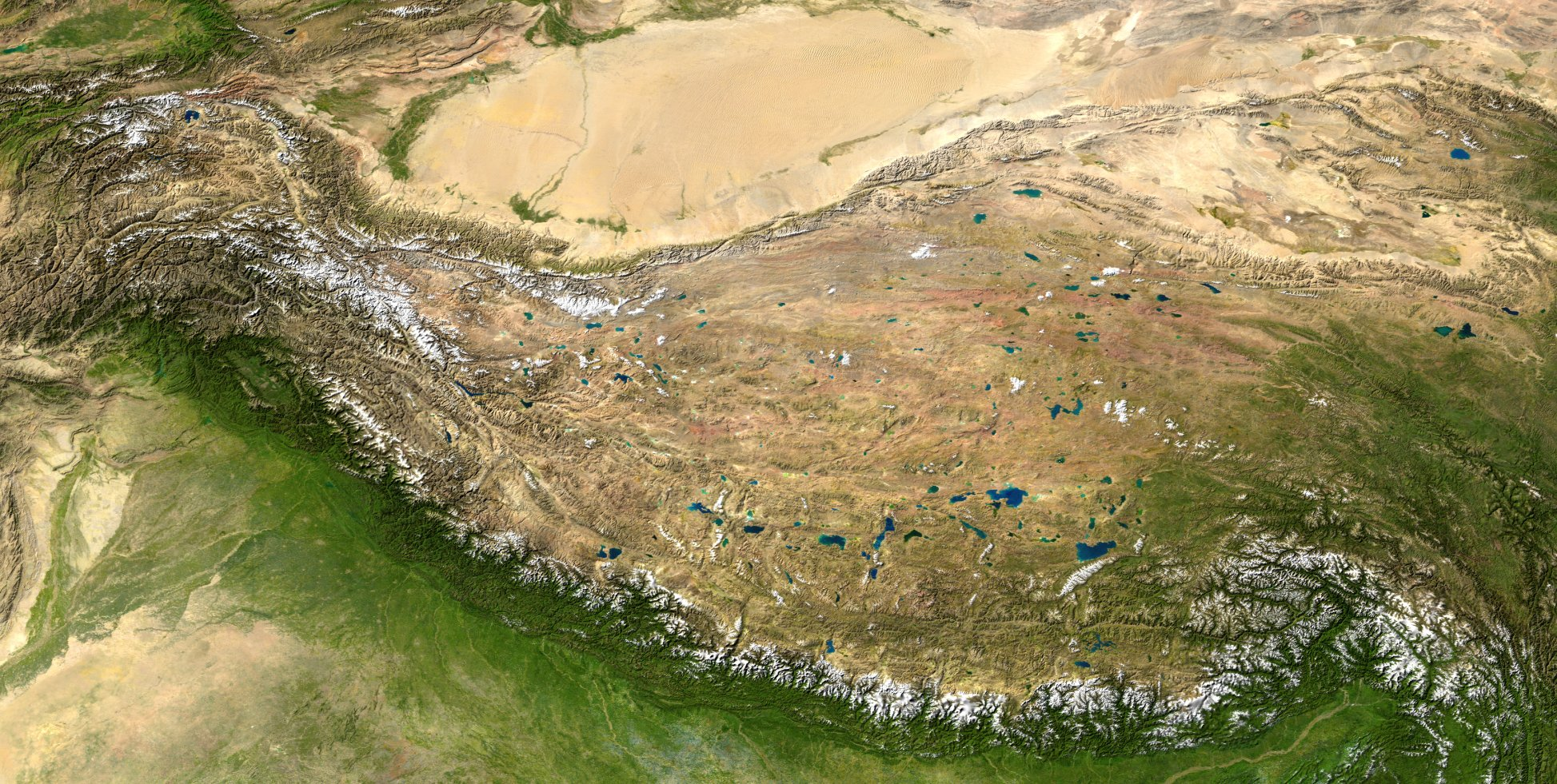
Vista satelital de la cordillera del Himalaya

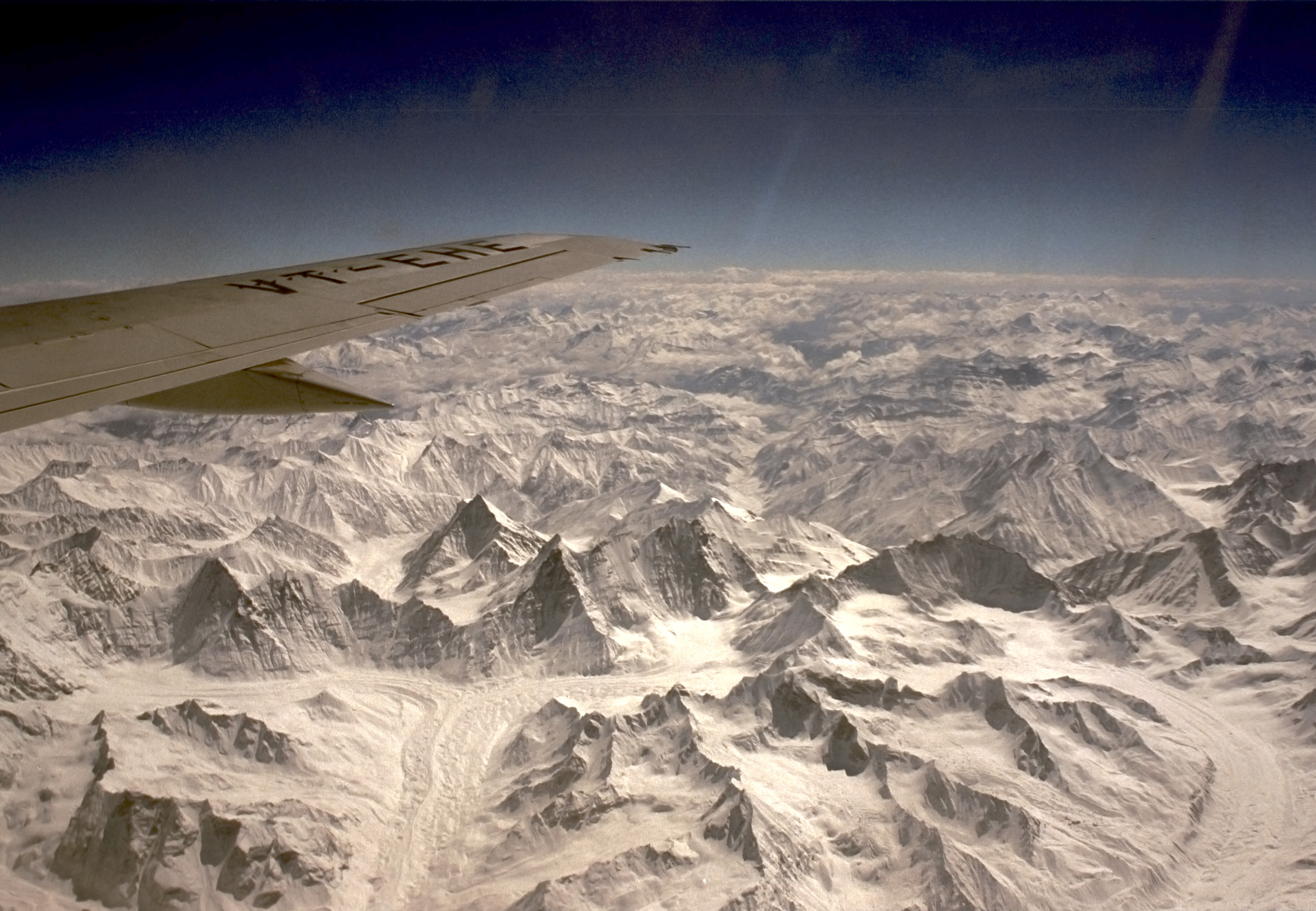
Glaciar próximo al K2

El Himalaya (del sánscrito हिमालय, himālaya [pr. jimaalaia], donde hima, ‘nieve’, y ālaya, ‘morada’, ‘lugar’) es una cordillera situada en el continente asiático, y se extiende por varios países: Bután, Nepal, China, Birmania, India y Pakistán.
Es la cordillera más alta de la Tierra, con 8850 m s. n. m. de altura, según la medición más reciente, publicada en diciembre del 2020.
Hay más de cien cimas que superan los 7000 m y catorce cimas de más de 8000 m de altura.
Forma parte de un complejo orográfico mayor, el sistema de los Himalayas, un conjunto compuesto por las cordilleras del Himalaya, Karakórum, donde se encuentran los restantes cinco "ochomiles", Hindú Kush y diversas otras subcordilleras que se extienden a partir del Nudo del Pamir y sus subcordilleras adyacentes.[cita requerida]
En el Himalaya nacen algunos de los mayores ríos del mundo: el río Ganges, el río Indo, el río Brahmaputra, río Yamuna y el río Yangtsé, en cuyas cuencas viven no menos de 1300 millones de personas. Las montañas del Himalaya han influido profundamente sobre las culturas de Asia del Sur, y muchas de ellas son sagradas para el hinduismo y para el budismo.[cita requerida]

## Origen geológico
De acuerdo con la teoría de la tectónica de placas, el Himalaya es el resultado de la colisión de la placa India y la placa de Eurasia. Esta colisión se inició en el Cretácico superior (hace cerca de 70 millones de años). La placa de la India, que se dirigía hacia el norte a una velocidad de 15 centímetros por año, chocó con la placa Euroasiática. La parte del océano Tetis que las separaba desapareció completamente hace cerca de 50 millones de años. La placa de la India continúa moviéndose a una velocidad constante de unos 5 centímetros por año, subduciéndose bajo la placa euroasiática y causando la elevación de los Himalayas y de la meseta tibetana.
La placa de la India empuja y distorsiona la litosfera asiática en más de 3000 km al norte de los Himalayas. El Tíbet está cortado por grandes fallas que absorben esta deformación. En el lado este del empuje de la India, la cadena de Arakan y las islas de Andaman y Nicobar en el océano Índico también han sido creadas por el movimiento entre la India y Eurasia.
Esta intensa actividad tectónica hace que la región sea muy activa desde el punto de vista sísmico. Por otra parte, están documentados en el extremo sur de los Himalayas terremotos históricos de magnitud 8 o más.

## Hidrología

### Ríos

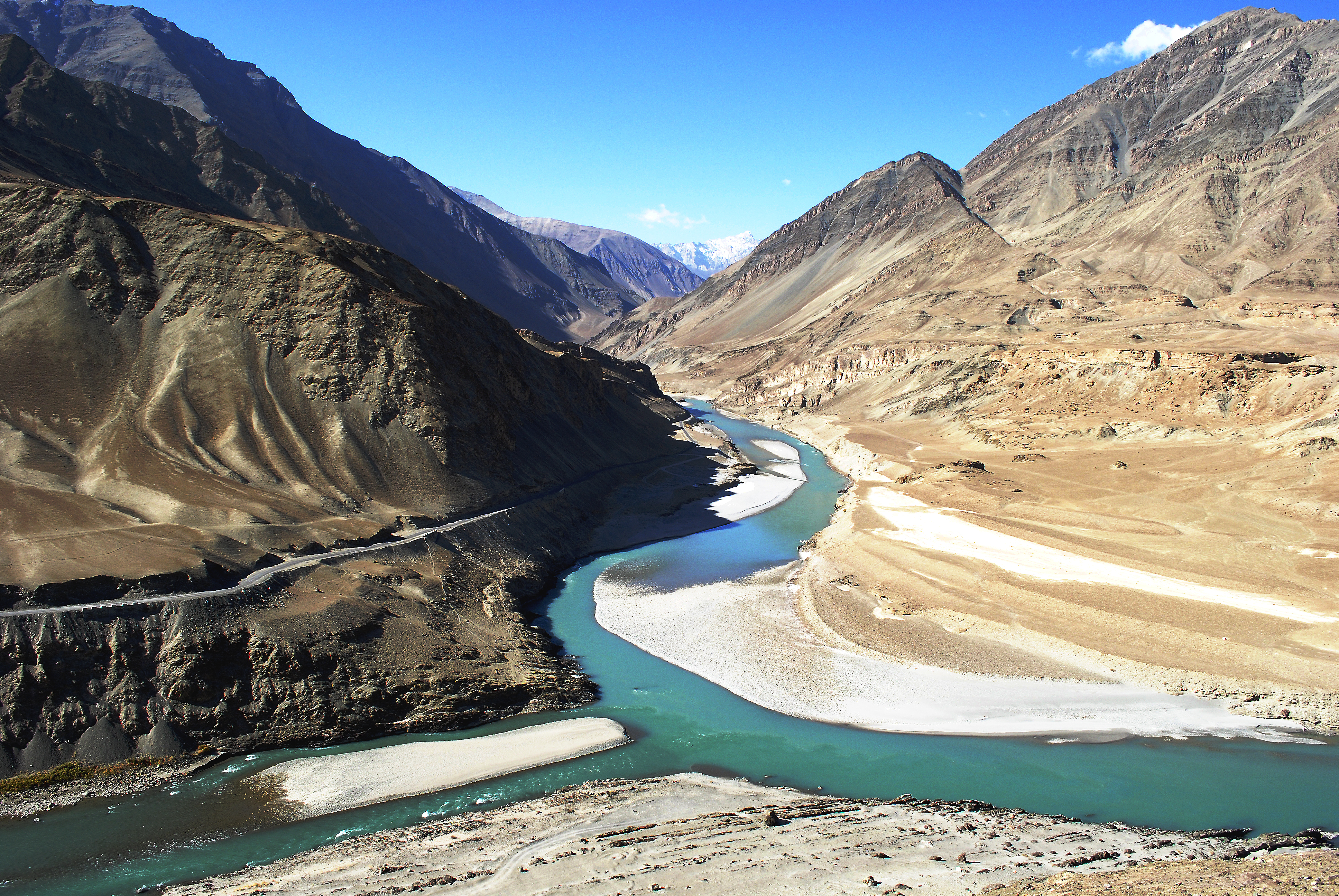
Confluencia del río Indo y el río Zanskar en el Himalaya.

- Los ríos del oeste confluyen en el valle del Indo, con el río del mismo nombre como el más largo. El Indo comienza en el Tíbet, en la confluencia del Sengge y el Gar, y fluye hacia el suroeste hacia Pakistán hasta el mar Arábigo (o mar de Omán). El Indo es alimentado también por el Jhelum, el Chenab, Ravi, Beas y Sutlej (entre los principales).
- La mayoría de los otros ríos del Himalaya drenan el valle del Ganges y el del Brahmaputra. El Ganges nace en el glaciar Gangotri, donde lleva el nombre de río Bhagirathi; a continuación fluye hacia el sureste a través de las llanuras del norte de la India. Sus afluentes principales son el río Alaknanda y el río Yamuna. El Brahmaputra se origina en el oeste de Tíbet, conocido como Yarlung Zangbo (o Tsangpo), y atraviesa el Tíbet de oeste a este antes de llegar al noreste de la India, donde se dirige hacia el sur. El Ganges y el Brahmaputra se unen en Bangladés y desembocan en el golfo de Bengala, creando el delta más grande del mundo.

Los ríos del este del Tíbet alimentan al Irrawaddy, el principal río de Birmania, que desemboca en el mar de Andamán.
El Salween, el Mekong, el Yangtze y Huang He (río Amarillo) son todos de la meseta tibetana, pero no se consideran verdaderos ríos del Himalaya. Para nombrar a este conjunto de ríos, algunos geógrafos hablan de los ríos perihimalayas.

### Glaciares

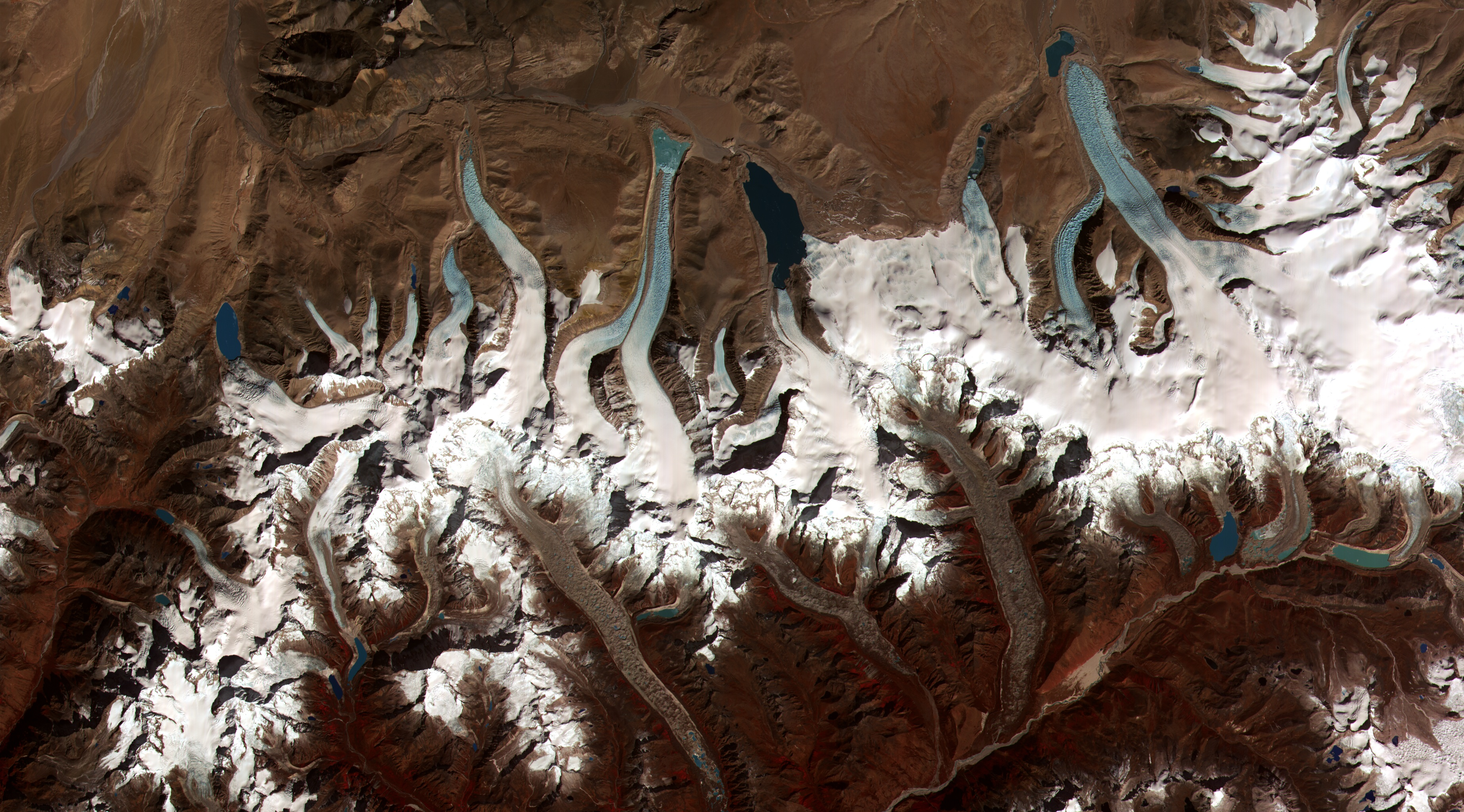
Esta imagen muestra los límites de los glaciares del Himalaya, en Bután.

Las grandes cordilleras de Asia central, incluido el Himalaya, contienen el tercer depósito de hielo y nieve más grande del mundo, después de la Antártida y el Ártico. La cordillera del Himalaya abarca unos 15 000 glaciares, que almacenan unos 12 000 km³ de agua dulce. Sus glaciares incluyen Gangotri y Yamunotri (Uttarakhand), Khumbu (región del monte Everest), el glaciar Langtang y Zemu (Sikkim).
Debido a la latitud de las montañas cerca del Trópico de Cáncer, la línea de nieve permanente se encuentra entre las más altas del mundo, por lo general alrededor de 5500 m. En contraste, las montañas ecuatoriales de Nueva Guinea, los Rwenzoris y Colombia tienen una cota de nieve unos 900 m más baja. Las regiones más altas del Himalaya están cubiertas de nieve durante todo el año, a pesar de su proximidad a los trópicos, y forman las fuentes de varios grandes ríos perennes.
En los últimos años, los científicos han monitoreado un aumento notable en la tasa de retroceso de los glaciares en la región como resultado del cambio climático. Por ejemplo, los lagos glaciares se han estado formando rápidamente en la superficie de los glaciares cubiertos de escombros en Bután durante las últimas décadas. Aunque el efecto de esto no se sabrá por muchos años, potencialmente podría significar un desastre para las personas que dependen de los glaciares para alimentar los ríos durante las estaciones secas.

### Lagos

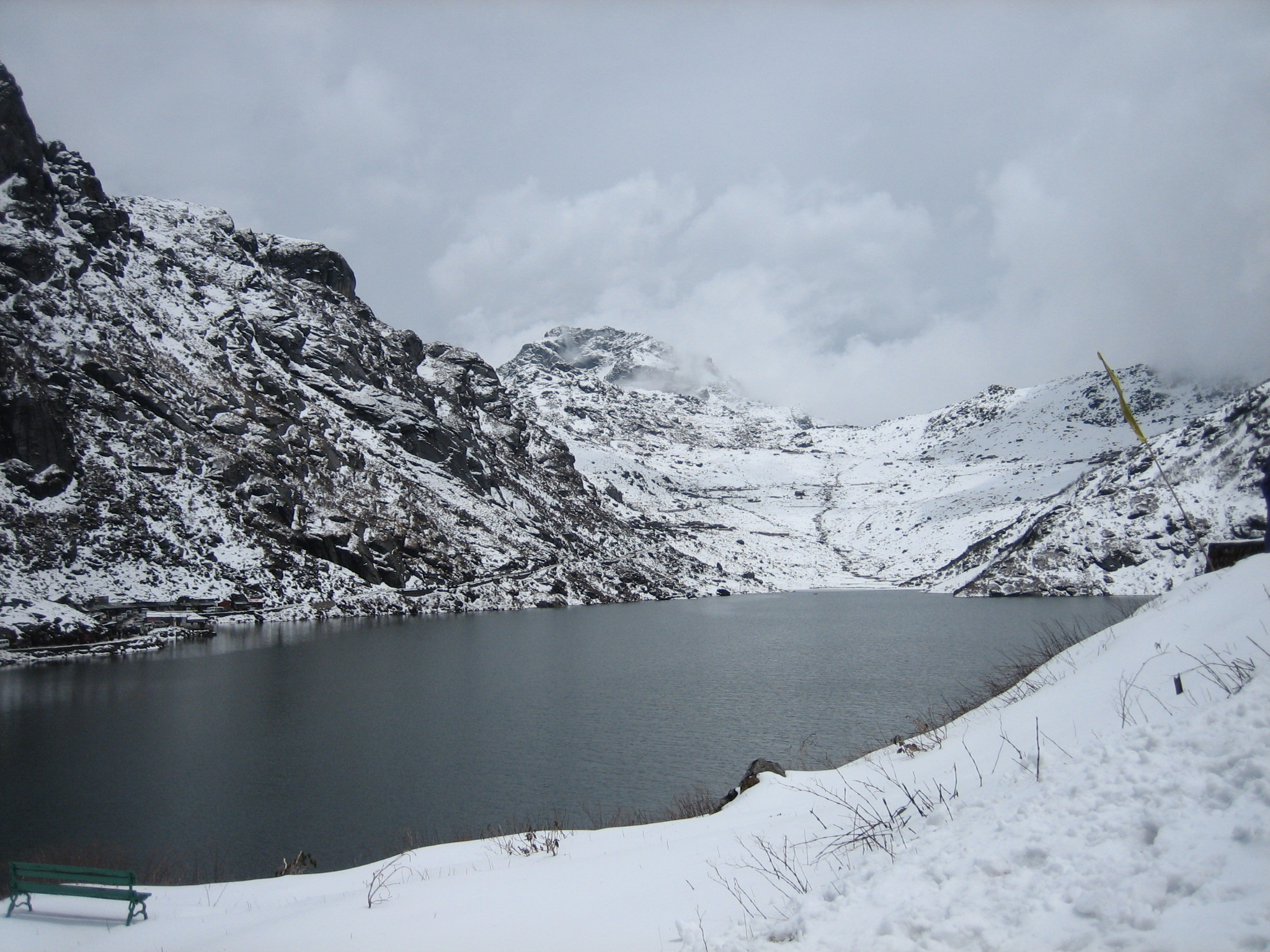
El lago Tsomgo Sikkim: el mayor de los lagos del Himalaya se encuentra a 4600 m por encima del nivel del mar

La región del Himalaya tiene cientos de lagos. La mayoría están situados a una altitud de menos de 5000 m, y su tamaño disminuye con la altitud. El lago más grande, el Pangong Tso, a lo largo de la frontera entre la India y el Tíbet, se encuentra a 4600 m de altitud y mide 134 km de largo y 8 km de ancho. Uno de los lagos situados a mayor altitud es el lago Gurudongmar en el norte de Sikkim, que se encuentra a 5148 m (fuente: SRTM). Otro gran lago es el lago Tsomgo, cerca de la frontera indo-china en Sikkim.
Los lagos de montaña son conocidos por los geógrafos como laquets si fueron creados por la actividad glacial. Los "laquets" se encuentran principalmente próximos a las cumbres del Himalaya, cerca de 5000 m de altitud.

## Climas

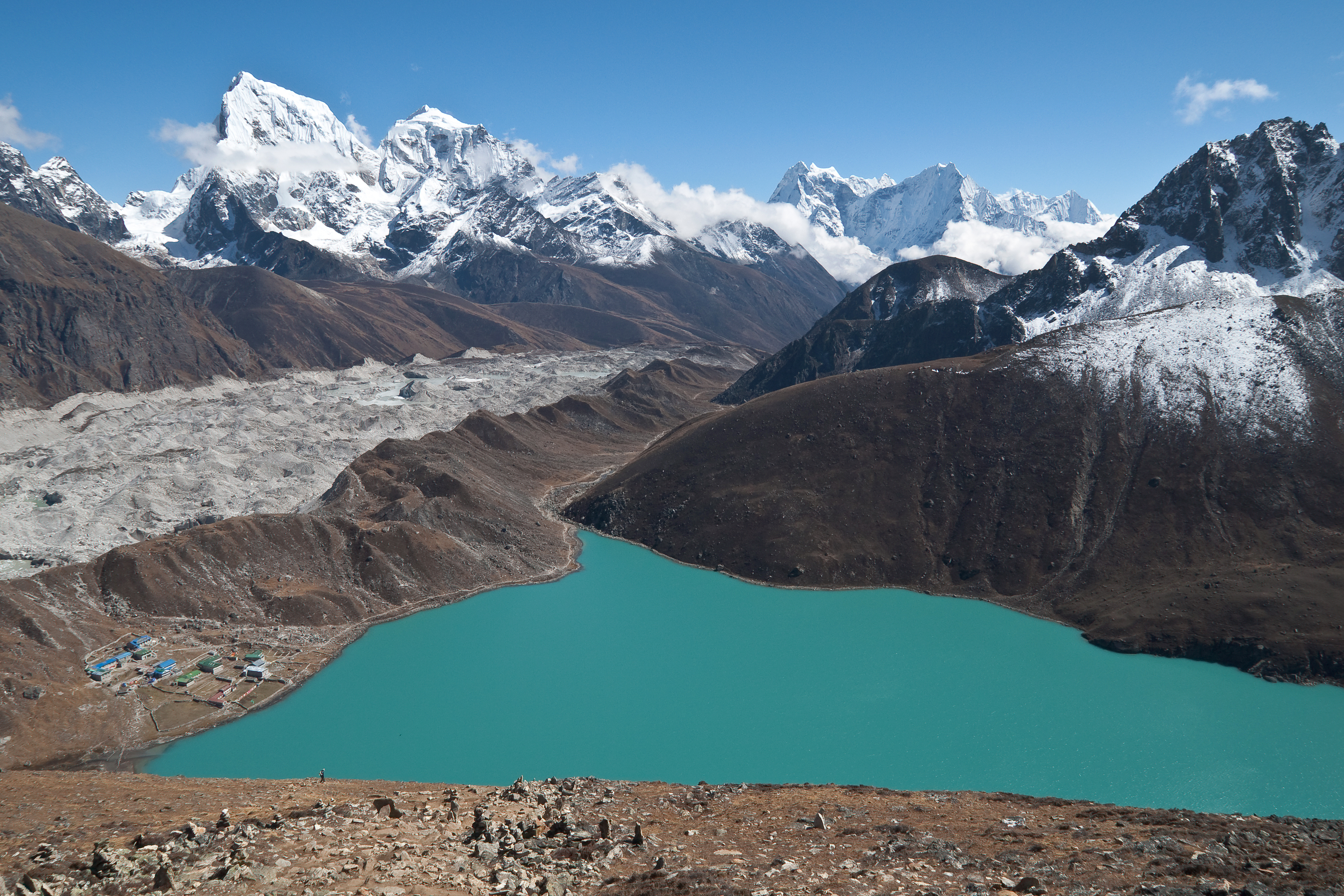
Lago Gokyo, en la Nepal, a 4750 m de altitud.

El Himalaya tiene una gran influencia en el clima del subcontinente indio y de la meseta tibetana, ya que evita que los vientos helados y secos que soplan hacia el sur lleguen a la India. El clima de todo el sur de Asia es mucho más cálido que el de otras regiones que están en la misma latitud. Los Himalayas forman una barrera que impide que los vientos del monzón del golfo de Bengala progresen hacia el norte, lo que explica que la vertiente norte de la cadena sea seca, mientras que su lado sur es muy húmedo debido a que está más expuesto a la lluvia del monzón. Por último, el Himalaya es también un factor importante en la formación de los desiertos de Asia Central como los desiertos de Taklamakan y Gobi.
El Himalaya detiene las perturbaciones provenientes del oeste. Estas perturbaciones no pueden ir más lejos, provocando nevadas importantes en Cachemira y fuertes lluvias en partes de Panyab y el norte de la India. Aun siendo un obstáculo a los vientos del norte, el valle del Brahmaputra sí que es recorrido por estos vientos, causando una caída de las temperaturas en el noreste de la India y en Bangladés. El valle del Brahmaputra sufre vientos especialmente violentos durante el monzón.
Los impactos locales sobre el clima son significativos en todo el Himalaya. Las temperaturas descienden de 0.2 a 1.2 °C por cada 100 m de aumento de altitud. Esto da lugar a una variedad de climas, desde un clima casi tropical en las estribaciones, hasta tundra y nieve y hielo permanentes en elevaciones más altas. El clima local también se ve afectado por la topografía: el lado de sotavento de las montañas recibe menos lluvia, mientras que las laderas bien expuestas reciben fuertes lluvias y la sombra orográfica de grandes montañas puede ser significativa, por ejemplo, lo que lleva a condiciones casi desérticas en Mustang, que es protegido de las lluvias monzónicas por los macizos de Annapurna y Dhaulagiri y tiene una precipitación anual de alrededor de 300 mm, mientras que Pokhara en el lado sur de los macizos tiene precipitaciones sustanciales (3900 mm o 150 en un año). Por lo tanto, aunque la precipitación anual es generalmente más alta en el este que en el oeste, las variaciones locales suelen ser más importantes.
Se ha demostrado con fotografías de satélite una aceleración de la pérdida de hielo en el Himalaya durante los últimos 40 años. Incluso si se alcanzara el objetivo de no superar un aumento 1.5 °C, se espera que los glaciares del Himalaya pierdan un tercio de su superficie.

## Flora y fauna

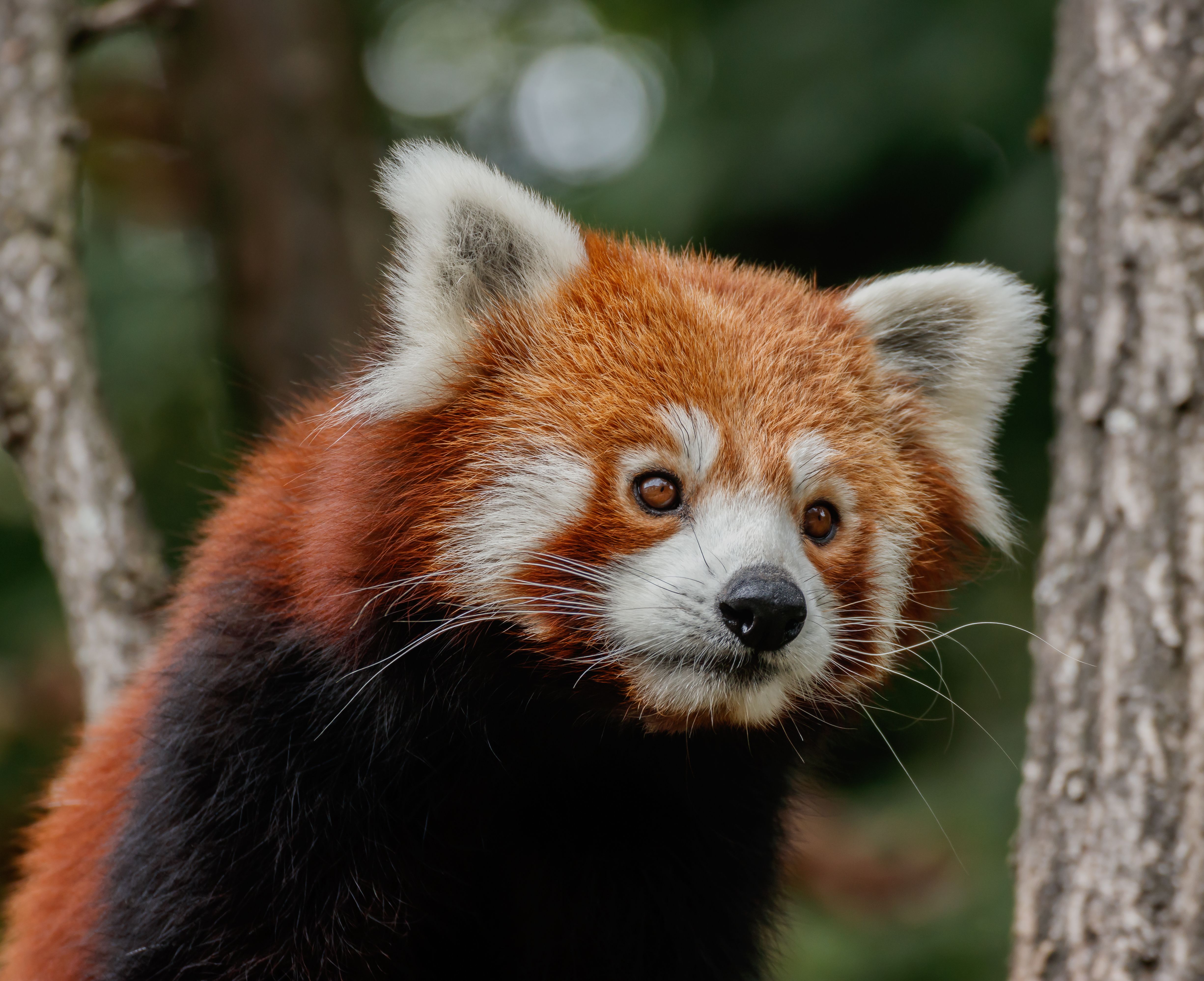
Un panda rojo.

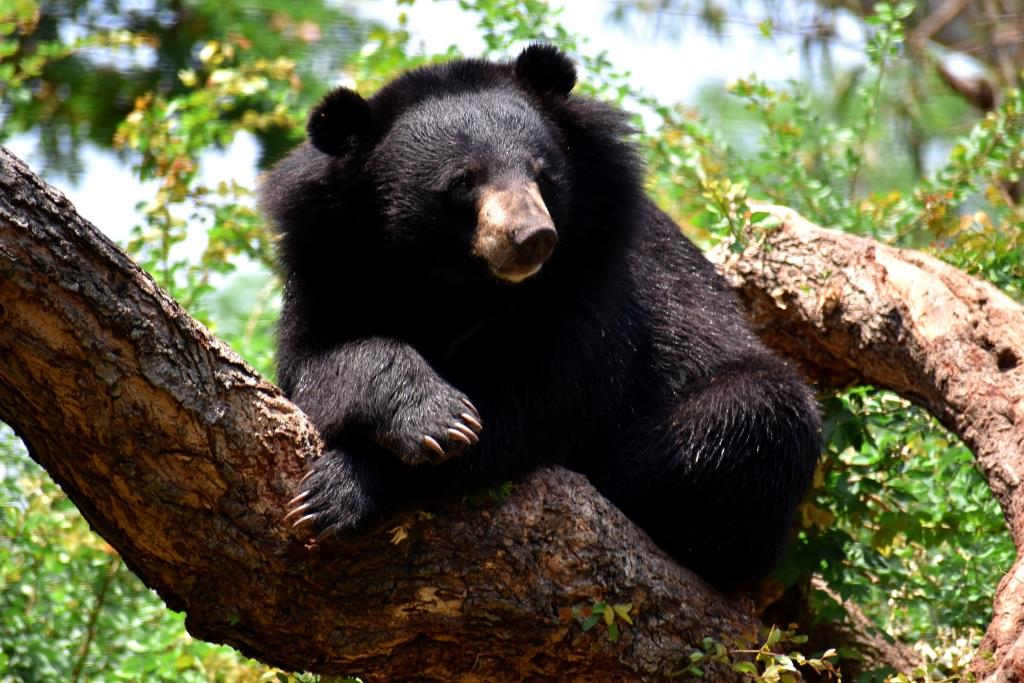
Un ejemplar de oso negro del Himalaya.

La fauna y la flora del Himalaya varía con el clima, las precipitaciones, la altitud y el suelo. El clima tropical predomina al pie de las montañas, mientras la nieve perpetua caracteriza las cumbres más altas. La alta precipitación anual aumenta de oeste a este sobre el frente de la cadena. Esta variedad de clima, la altitud, las precipitaciones y el tipo de suelo generan comunidades de plantas, animales y ecosistemas muy diversos.
A grandes altitudes, el leopardo de las nieves, esquivo y en peligro de extinción, es el principal depredador. Su presa incluye miembros de la familia de las cabras que habitan en los pastos alpinos y viven en el terreno rocoso, en particular el baral endémico o la oveja azul del Himalaya. El ciervo almizclero del Himalaya también se encuentra a gran altura. Otros herbívoros endémicos o casi endémicos incluyen el tar, el takín, el serau y el goral del Himalaya. La subespecie del oso pardo del Himalaya, en peligro crítico de extinción, se encuentra esporádicamente en toda la cordillera, al igual que el oso negro asiático. En los bosques montañosos mixtos de caducifolios y coníferas del este del Himalaya, el panda rojo se alimenta en los densos sotobosques de bambú. Más abajo, los bosques de las estribaciones están habitados por varios primates diferentes, incluido el langur dorado, en peligro de extinción, y el langur gris de Cachemira, con rangos muy restringidos en el este y oeste del Himalaya, respectivamente.

### Los bosques de las llanuras
En la llanura indogangética en la base de las montañas, llanura aluvial drenada por los sistemas fluviales de los ríos Indo, Ganges y Brahmaputra, la vegetación varía de oeste a este según las precipitaciones. La región del noroeste se caracteriza por bosques xerófilos espinosos que ocupan las llanuras de Pakistán y el Panyab indio. Más al este, los bosques húmedos de hoja caduca bordean las cabeceras del Ganges en Uttar Pradesh y los del curso inferior ocupan Bihar y el oeste de Bengala. Estos bosques están sujetos a los monzones, y los de hoja caduca pierden sus hojas durante la estación seca. La selva tropical, debido al ambiente más húmedo del valle del Brahmaputra, ocupa las llanuras de Assam.

### El cinturón de Terai
Por encima de las llanuras aluviales se extiende la región de Terai, pantanos estacionales formados por suelos arenosos y arcillosos. Las lluvias son más abundantes de lo que lo son en las llanuras, y la corriente de los ríos que descienden desde el Himalaya se desacelera en la zona de Terai, donde se desbordan, y depositan así un limo fértil durante el monzón; más tarde bajan con menos caudal debido a la estación seca. La capa freática de la región de Terai está elevada, y la parte central del cinturón de Terai está compuesta por sabanas y pastizales de la región de Terai-Duar, mosaico de praderas y estepas, de bosques siempre verdes de hoja ancha y algunas de las mayores zonas de praderas del mundo. Los pastizales del cinturón de Terai son el hogar del rinoceronte indio (Rhinoceros unicornis).

### El cinturón de Bhabhar
Por encima del cinturón de Terai se encuentra una zona montañosa conocida como el Bhabhar, donde el suelo es poroso y rocoso, consistente en los restos de rocas de las montañas superiores. El Bhabhar y la parte baja de las cadenas de Siwalik se caracterizan por tener un clima subtropical. En esta zona subtropical predominan los pinares, principalmente de pino chir (Pinus roxburghii), que ocupan el extremo occidental, y ocupando la parte central, los bosques templados caducifolios, donde predomina la Shorea (Shorea robusta).

### Los bosques montanos
A mediana altitud, los bosques tropicales dan paso a bosques montanos de frondosas (al oeste) y cerca de Assam y Arunachal Pradesh.

### Los arbustos y prados alpinos
En las cumbres más altas del Himalaya predomina la tundra. Las praderas son el hogar del leopardo de las nieves (Panthera uncia), una especie en peligro de extinción.

## Los ejes de circulación

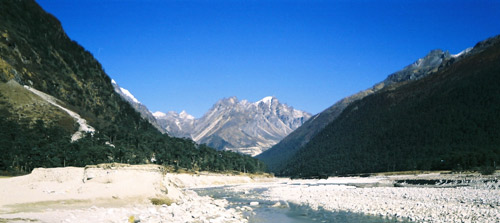
El Himalaya en Yumesongdong en Sikkim, en el valle del río Yumthang.

El terreno accidentado de la cordillera del Himalaya hace que haya muy pocos caminos posibles para viajar entre las montañas. Las principales rutas son:
- El Gangtok en Sikkim, que va hasta Lhasa en el Tíbet, a través del puerto de Nathula y el puerto de Jelepla (La ruta de la Seda);
- La carretera Arniko, que une Nepal con el Tíbet por el puerto de Kodari;
- El puerto de Rohtang, en Himachal Pradesh, en India;
- La carretera Srinagar en Cachemira, que pasa a través de Leh y va al Tíbet. Considerada como peligrosa, esta carretera no se usa mucho hoy en día.

## Alpinistas y exploradores del Himalaya
- George Leigh Mallory (1886-1924), alpinista británico que tomó parte en las tres primeras expediciones que se proponían escalar el Everest. Aún hoy persiste la duda sobre si consiguió hacer cumbre, en cuyo caso, se habrían adelantado en 29 años al primer ascenso oficial. Falleció en la montaña.
- Andrew Irvine (1902-1924), fue un montañista británico que tomó parte de la "Tercera Expedición Británica" al Monte Everest. Junto con George Leigh Mallory intentó hacer cumbre, desaparecieron juntos en la montaña.
- Heinrich Harrer (1912 - 2006), alpinista austriaco, autor de Siete años en el Tíbet.
- Edurne Pasaban Alpinista española, primera mujer que coronó los 14 ochomiles.
- Juanito Oiarzabal Alpinista español, primer español en coronar los 14 ochomiles y sexto del mundo. Fue el tercero en hacerlo sin ayuda de oxígeno.
- Nazir Sabir, explorador de Pakistán, primer alpinista en escalar, una tras otra, dos montañas de más de 8000 m de altitud (Broad Peak y Gasherbrum II).
- Sir Edmund Hillary (1919-2008) explorador de Nueva Zelanda y Tenzing Norgay (1914 - 1986) Sherpa nepalí que, formando equipo, fueron los primeros en llegar a la cima del Everest en 1953.
- Jerzy Kukuczka (1948 - 1989), escalador polaco, considerado uno de los mejores escaladores de todos los tiempos. Ha escalado las 14 cumbres de más de 8000 m de altitud más rápido que nadie y ha abierto 10 nuevas vías.
- Reinhold Messner (nacido en 1944), alpinista italiano, considerado uno de los mejores escaladores de todos los tiempos. Fue el primero en escalar las 14 cumbres de más de 8000 m de altitud.
- Yannick Seigneur (1941 - 2001), montañero y autor, entre los grandes del mundo del alpinismo. Primer francés que subió tres 8000, ha logrado muchas primeras escaladas en el Himalaya, la parte occidental del Makalu, el primero de Tawesche, etc.
- Harish Kapadia (nacido en 1945), alpinista y escritor.
- Iñaki Ochoa de Olza Seguin (Pamplona, Navarra, 29 de mayo de 1967 - Annapurna, Nepal, 23 de mayo de 2008) fue un montañero español y guía de alta montaña que protagonizó más de 200 expediciones al Himalaya, escalando 12 ochomiles a lo largo de dichas expediciones.
- Paulina Aulestia (Quito, Ecuador, 2 de diciembre de 1967) tras dos expediciones llevadas a cabo en el 2006 (alcanzó los 8000 m) y el 2009 (alcanzó los 8600 m), en el año 2013 se convierte en la primera mujer ecuatoriana en llegar a la cumbre del Everest por el lado norte de China, junto con una expedición suiza.

## Cultura popular

### Aspecto político y cultural
El enorme tamaño del Himalaya ha limitado la migración humana entre el norte y el sur. Las diferencias son significativas cuando se comparan las religiones, costumbres y lenguas de China y de la India. Los contactos han sido poco numerosos y los conflictos se han evitado: así es como la península india escapó a las conquistas de los mongoles de Gengis Kan.

### Religiones, mitologías y leyendas

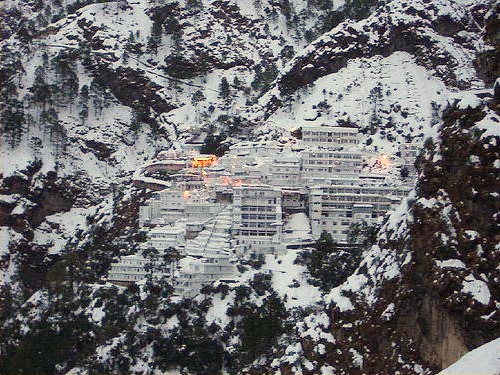
La tumba de Vaishno Devi cerca de Jammu, India.

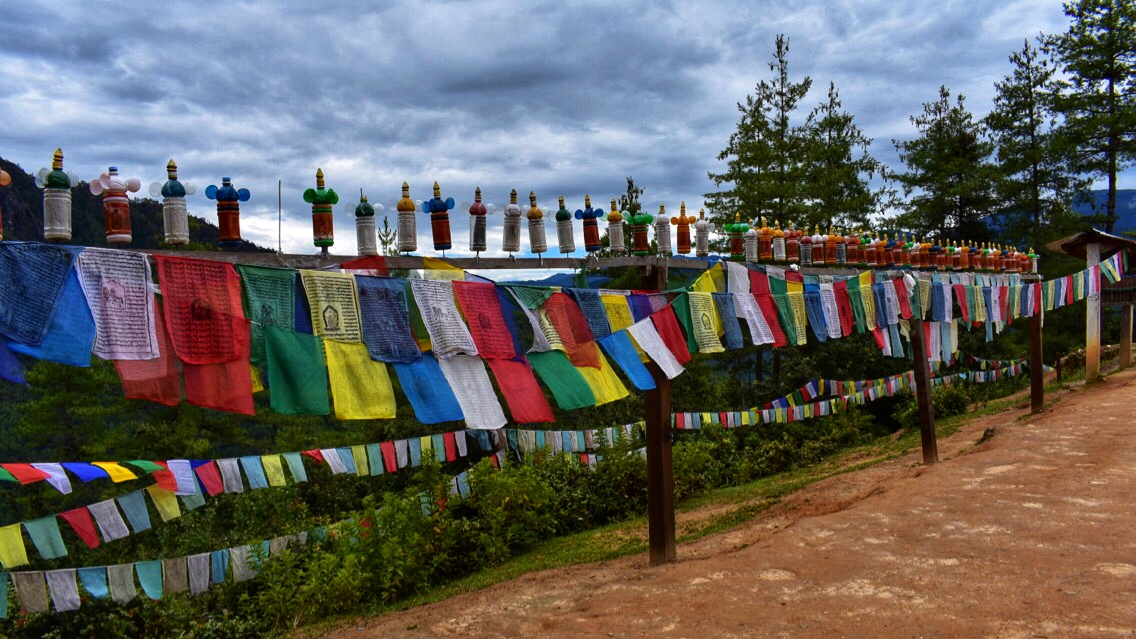
Banderas de plegarias en Bután.

Muchos lugares en el Himalaya tienen un significado religioso en el hinduismo y budismo.
- Haridwar, donde el Ganges entra en la llanura gangética.
- Badrinath templo de Visnú.
- Kedarnath, la ubicación de uno de los 12 yiotir-lingas de la India.
- Devaprayag, donde el Alaknanda y el Bhagirathi se unen para formar el Ganges.
- Kailásh, cumbre de 6714 m. Cuando se la consideraba inescalable se creía que era la morada de Sivá.
- Lago Mana Sarovar, lugar de peregrinación cerca del monte Kailás.
- Rishikesh, templo de Lakshman.
- Amarnath, una cueva donde durante un par de semanas al año se forma un lingam (falo del dios Sivá) natural de hielo. Miles de personas visitan esta cueva durante estas semanas.
- Muchos templos budistas y la residencia del dalái lama.
- Yeti

### El Himalaya en el arte
- Shangri-La es una mítica ciudad perdida en el Tíbet, creada por el escritor británico James Hilton (1900-1954) en su novela Lost horizon (1933).
- Tintín en el Tíbet es un clásico escrito e ilustrado por el autor Belga Hergé en 1960. Tintín, un joven reportero, parte hacia la cordillera del Himalaya para investigar el accidente aéreo como consecuencia de los sueños que tuvo, en los que vio a su amigo Chang entre las víctimas.
- La película Límite vertical (2000) tiene lugar en la cima del K2 en Pakistán.
- Himalaya: la infancia de un líder, película franconepalí de Eric Valli (1999). La historia tiene lugar en Dolpo, en el noroeste de Nepal. Aunque con algo de ficción, sirve para ilustrar el estilo de vida tradicional de la vida de los bothia en el alto Himalaya.
- La película 2012, se encuentra ambientada en el Himalaya.
- La obra The Himalayas Suite es un retrato musical y poema sinfónico para orquesta sinfónica y coro mixto SATB, del compositor Josu Ortiz Delgado que describe a través de la música distintos escenarios del Himalaya, descubriendo el monte Everest, la noche estrellada y las tormentas que acechan en el horizonte, la gente y su religión. La suite también alude a la leyenda de Shambhala, que debe librar una dura batalla capitaneadas por el rey Rudra Chakrin antes de poner fin a la obra en la cumbre. La suite se divide en 5 secciones o movimientos:
 I. "Mount Everest: The Roof of the World" ("El Monte Everest: El Techo del Mundo") 
II. "The Starry Night" ("La Noche Estrellada")
 III. "The Ceremony: Temple Ritual" ("La Ceremonia: Ritual del Templo")
IV. "The Legend: Shambhala" ("La Leyenda: Shambhala") 
 V. "The Summit: Finale" ("La Cumbre: Final")
- En la película de Monsters. Inc  en el 2001 cuando los encierran en una puerta aparece un monstruo y dice: "¡¡Bienvenidos al Himalaya!!"
- El videojuego Far Cry 4 está ambientado en Kyrat, una nación ficticia ubicada en la cordillera del Himalaya.[19]
- El álbum China del compositor griego Vangelis tiene una composición llamada Himalaya.

## Cimas
Es de notar que dentro de la India y Nepal el nombre himālaya no suele ser dado por las poblaciones locales a las montañas que no posean nieve en su cima (lo que suele ocurrir con las de menos de 3500 m), aun cuando orográficamente estén dentro de la cadena conocida en el resto del mundo como Himalaya.
En la cordillera del Himalaya se encuentran las 14 montañas más altas del planeta de más de ochomil metros, estas son: 
- Everest 8849 m
- K2 8611 m
- Kanchenjunga 8586 m
- Lhotse 8516 m
- Makalu 8463 m
- Cho Oyu 8201 m
- Dhaulagiri 8167 m
- Manaslu 8163 m
- Nanga Parbat 8125 m
- Annapurna 8091 m
- Gasherbrum I 8068 m
- Broad Peak 8047 m
- Gasherbrum II 8035 m
- Shisha Pangma 8027 m

Otras montañas muy conocidas de la cordillera son:
- Machapuchare 6993 metros. Es venerado por la población local como particularmente sagrado para el dios Shivá, y por lo tanto no está permitida la escalada.
- Gyachung Kang 7922 m
- Nanda Devi 7817 m
- Pumori 7161 m
- Lunag Ri 6895 m
- Ama Dablam 6856 m

## Toponimia
El nombre de la cordillera deriva del sánscrito Himālaya (हिमालय, ‘morada de la nieve’), de himá (हिम, ‘nieve’) y ā-laya (आलय, ‘receptáculo’, ‘morada’). Ahora se les conoce como «las montañas del Himalaya», generalmente abreviado como «los Himalayas». Siguiendo la etimología, algunos escritores se refieren a él como «el Himalaya». Esto también se transcribió previamente como Himmaleh, como en la poesía de Emily Dickinson y los ensayos de Henry David Thoreau.
Las montañas se conocen como Himālaya en nepalí e hindi (ambos escritos हिमालय), el Himalaya (ཧི་མ་ལ་ཡ་) o «La tierra de la nieve» (གངས་ཅན་ལྗོངས་) en tibetano, la cordillera Himāliya (سلسلہ کوہ ہمالیہ) en urdu, el Himaloy Parvatmala (হিমালয় পর্বতমালা) en bengalí y la cordillera de Ximalaya (chino simplificado: 喜马拉雅 山脉; chino tradicional: 喜馬拉雅 山脉; pinyin: Xǐmǎlāyǎ Shānmài) en chino. El nombre del rango a veces también se da como Himavan en escritos más antiguos.

### Denominaciones
Los topónimos utilizados para individualizar a las montañas del Himalaya son generalmente formados con radicales nepalíes, tibetanas, turquestanas y sánscritas, combinadas muchas veces de modo híbrido entre ellas y suelen poseer una capacidad expresiva y una condensación de significados que suele pasar inadvertida a los extranjeros.
Algunos nombres son típicamente descriptivos:
- Karakorum, el pedregal negro
- Dhaulagiri, monte blanco
- Nilgiri, monte azul
- Machapuchare, la cola de pez
- Makalu, el gran negro
- Kang Taiga, la silla de nieve
- Chogo Ri (redenominado K2), el gran monte

En otros casos el topónimo tiene una precisa alusión religiosa:
- Pancchulé, las cinco flecuelas celestiales
- Gosainthan, el lugar de los santos
- Trisul, el tridente (símbolo de Shivá)
- Indrasan, el trono de Indra
- Manaslu, la montaña de la mente
- Chomo Lungma (más conocido en Occidente como Everest), la diosa madre del mundo
- Annapurna, llena de granos (como de arroz)
- Ganesh Himal, la nieve de Ganesh (el dios elefante)

Existen algunos montes cuyo nombre deriva de su posición respecto a otras cimas:
- Nuptse, monte del oeste
- Lhotse Shar, monte en el sudeste
- Lhotse, monte del sur
- Nunagiri, monte entre dos ríos

Existen nombres con significados más diversos:
- Kardong, la fortaleza de nieve
- Mahalangur Himal, la cadena montañosa de los grandes simios
- Mustagh, las montañas centelleantes de hielo
- Shisha Pangma, la cresta más allá de las pasturas
- Mulkilá, la fortaleza de plata
- Amai Dablang, la madre que abraza
- Kanchenjonga, los cinco tesoros de las nieves

## Geografía política del Himalaya

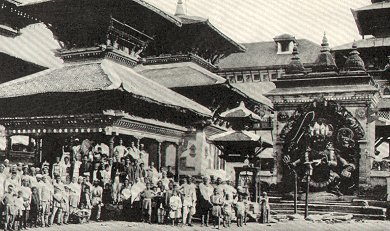
Plaza de Katmandú, capital de Nepal.

El Himalaya cubre una extensión de unos 594 400 km², que incluye partes de Pakistán, India, Nepal, Bután y Tíbet.
La vertiente septentrional del Karakórum pertenece a Sinkiang, territorio chino, mientras que la vertiente meridional pertenece a Pakistán.
El extremo oriental del Karakorum corresponde a Cachemira, territorio en disputa entre Pakistán y la India desde 1947.
Del Himalaya, sensu stricto, la vertiente septentrional pertenece a la Región Autónoma del Tíbet (China), repartiéndose la vertiente meridional entre Pakistán, la India, Nepal y Bután.
Los grupos étnicos de la vertiente norte del Himalaya son predominantemente de tipo mongoloide al este y de religión budista, mientras que en la vertiente sur existe un complejo mosaico étnico y cultural (solo en Nepal se distinguen al menos 19 grupos étnicos principales), de religión fundamentalmente musulmana en el oeste, e hinduista en el centro y este de la cordillera y budismo lamaísmo en el norte.